# Fernando de Alva Ixtlilxóchitl
Fernando de Alva Ixtlilxóchitl, oft nur kurz Ixtlilxochitl genannt (* ca. 1568 oder ca. 1578 in Texcoco; † 26. Oktober 1650 in Mexiko-Stadt), war ein mestizischer Historiker im frühkolonialen Mexiko.

## Leben
Über sein Leben ist nur sehr wenig bekannt. Das Geburtsjahr ist nur ungefähr einzugrenzen, seine Eltern waren der Spanier Juan de Peraleda und Ana Cortés, ihrerseits Tochter des Spaniers Juan Grande und der Cristina Francisca Verdugo, deren Ahnenreihe sich bis zu den Herrschern von Tenochtitlan und Tetzcoco zurückverfolgen lässt. Damit hatte er guten Zugang zu den Traditionen beider Herrscherhäuser, wobei jenes von Tetzcoco in äußerster Armut lebte. Wegen des (geringen) indianischen Anteils seiner Herkunft konnte der junge Ixtlilxochitl das Colegio de Santa Cruz in Tlatelolco besuchen, ursprünglich eine exzellente Ausbildungsstätte für die Kinder des indianischen Adels. Als Ixtlilxochitl ungefähr 20 Jahre alt war, konnte seine Familie das Erbe der kinderlosen Cacica von Teotihuacán antreten, was allerdings zu ungezählten Streitigkeiten führte, in denen der junge Ixtlilxochitl schließlich ein juicio de amparo, einen richterlichen Schutzbrief erlangen konnte. Ixtlilxochitl wurde 1612 juez gobernador, ein vom Vizekönig bestellter oberster Verwaltungsbeamter in seiner Heimatstadt, ein Amt, das er in den folgenden Jahren auch in anderen Orten wie Tlalmanalco und Chalco ausübte. Seit 1640 war er Dolmetscher im Juzgado de Indios, dem zentralen Gerichtshof für die indianische Bevölkerung. Ixtlilxochitl starb am 26. Oktober 1650. Ixtlilxochitl war mit Antonia Gutiérrez Rodríguez verheiratet und hatte drei Kinder.

## Werke
Ixtlilxochitl verfasst eine Anzahl von historischen Werken, die einander teilweise inhaltlich und in zeitlicher Ordnung überlappen und ergänzen.

### Relaciones históricas(Historische Berichte)
Die erste Gruppe von Schriften unter dem Titel Historische Berichte besteht aus mehreren unabhängigen Teilen.
- Sumaria Relación de todas las cosas que han sucedido en la Nueva España y de muchas cosas que los tultecas alcanzaron  y supieron …  (Kurzgefasster Bericht über alles, was sich in Neuspanien ereignet hat, und über vieles, was die Tolteken geschaffen haben und wussten …). Dieses Werk besteht aus zwei großen Teilen:

eine Geschichte der toltekischen Herrscher (ein originaler Titel fehlt), in dem in fünf Kapiteln über die Schöpfung der Welt und die Herkunft der Indianer berichtet wird sowie über die frühe Geschichte der Teolteken, die Gründung von Tollan, die Herrscher dieser Stadt und schließlich ihren Untergang. Abschließend geht Ixtlilxochitl auf seine Quellen ein.
Historia de los señores chichimecos hasta la venida de los españoles (Geschichte der chichimekischen Anführer bis zur Ankunft der Spanier). Die Darstellung beginnt mit der Einwanderung der Chichimeken unter ihrem Anführer Xolotl, der Besiedlung und Ausdehnung seines Reiches, der Geschichte seiner Nachfolger Nopaltzin, Tlotzin, Tenancacaltzin und Acolhua und geht in die historisch gesicherten Herrscher der Acolhua über, nämlich Quinatzin, Techotlalaltzin, Ixtlilxochitl I. bis zu Nezahualcóyotl. Diesem Werk sind sieben kleinere Dokumente angefügt, darunter die Pintura de México, eine textliche Auswertung einer nicht erhaltenen Bilderschrift, und die Ordenanzas que hizo Nezahualcoyotl, Gesetze, die Nezahualcoyotl erlassen hat.
- Relación sucinta  … de la historia de Nueva España (Kurzer Bericht über die Geschichte von Neuspanien). Der Bericht besteht aus elf nummerierten (von 2 bis 12) und drei mit Titel versehenen, knapp gehaltenen Kapiteln. Ihr Inhalt umfasst die Herrscher von Tula und folgt dann dem zuvor genannten Text. Die Kapitel mit Titel sind etwas ausführlicher und geben u. a. eine Genealogie der Herrscher von Tenochtitlan, anderer kleiner Städte der Umgebung und der Xochimilca.
- Compendio histórico (Geschichtliches Kompendium; ein originaler Titel fehlt), bestehend aus 13 Kapiteln, beginnend mit den Chichimeken, den Tolteken, den Anführern der Colhuaca mit Xolotl bis zur Ankunft der Spanier sowie zwei angefügten kolonialzeitlichen Dokumenten.
- Sumaria relación de la historia general de esta Nueva España (Zusammenfassender Bericht über die Geschichte von Neuspanien). Bei diesem Bericht handelt es sich um eine nicht weiter gegliederte Darstellung, die mit einem Widmungsbrief an eine nicht näher bezeichnete, hochgestellte Person beginnt. Der Text beginnt mit der indianischen Schöpfungsgeschichte, geht aber bald auf die Tolteken über, wobei er sich fast nur auf die Nennung der Herrschernamen beschränkt. Es folgt auch hier die Einwanderung unter Xolotl und der Übergang zur dynastischen Geschichte von Acolhuacan, wobei alles in einer breiteren Perspektive gesehen wird, die die benachbarten ethnischen Gruppen und Provinzen einschließt, und endet in den ersten Jahren nach der Conquista.

### Historia de la nación Chichimeca(Geschichte der chichimekischen Nation)
Hier handelt es sich um die umfangreichste und am besten durchgeführte Darstellung, die in 95 Kapiteln von der Schöpfung der Welt bis zu einer sehr ausführlichen Beschreibung der Ankunft der Spanier und des Unterwerfungskrieges reicht. Der Bericht bricht mitten im Satz in den letzten Phasen des Kampfes um Tenochtitlan ab.

### Weitere Werke
Zu nennen sind noch mehrere in spanischer Sprache abgefasste Versdichtungen.

### Manuskriptgeschichte
Es ist bekannt, dass sie nach Ixtlilxochitls Tod in den Besitz des mexikanischen Universalgelehrten Carlos Sigüenza y Góngora gelangten, von wo die Sammlung in das Jesuitenkolleg San Pedro y San Pablo kam. Hier wurden mehrere Kopien angefertigt, von denen die zahlreichen heute bekannten Kopien angefertigt wurden, die sich in den U.S.A. und in Paris befinden. Die originalen Manuskripte wurden 1983 als Band 1 und 2 einer dreibändigen Sammlung von Manuskripten entdeckt (Band 3 enthält Texte des indianischen Historikers Domingo Francisco de San Antón Munón Chimalpahin Quauhtlehuanitzin) in der British and Foreign Bible Society in London, jetzt in der Cambridge University Library. Die bemerkenswert verschlungene Geschichte des Manuskriptes ist kurz von Susan Schroeder zusammengefasst worden. Dieses Werk ist seit 2014 im Besitz des INAH.